# Доик
Доик (др.-евр. דואג‬ Доэг), часто именуемый Доик Идумеянин (ивр. דואג האדומי‎ Доэг ха-Эдоми) — библейский персонаж, слуга царя Саула.

## Библейское повествование
В первой книге Царств Доик упоминается, как идумеянин, находившийся пред Господом в Номве, вероятно, в качестве прозелита и заведующего стадами Саула (1Цар. 21:7). Присутствие Доика в Скинии объясняют некоторые толкователи тем, что, будучи прозелитом, он исполнял в Скинии какой-либо обет или обряд очищения. Он видел, как Ахимелех дал Давиду священные хлебы и меч Голиафа, и уведомил о том Саула. Когда Саул в наказание за то, что будто Ахимелех и все священники Номвы вместе с Давидом сговорились против него, Саула, приказал своим телохранителям умертвить Ахимелеха, всё его семейство и всех священников, Доик оказался единственным лицом, согласившимся взять на себя исполнение жестокого приговора, что он и исполнил, умертвив восемьдесят пять (в греческом переводе триста пять) священников, их жён и детей и уничтожил их собственность. При этом спасся один только Авиафар, сын Ахимелеха, сына Ахитува, который бежал к Давиду (1Цар. 22).
Дальнейшая судьба Доика неизвестна. Он упоминается в 51 псалме, написанном Давидом: после того, как приходил Доик Идумеянин и донёс Саулу и сказал ему, что Давид пришёл в дом Ахимелеха (Пс. 51:2).

## Раввинистическая интерпретация
В трактате Санхедрин Доик упомянут среди четырёх простолюдинов, которые не имеют доли в грядущем мире (Олам ха-ба) из-за своего нечестия (Санг., X. 2), трое других: Ахитофел, Валаам и Гиезий.